# Шпаков, Онуфрий Степанович
Онуфрий Степанович Шпаков (июнь 1906, д. Задорожье, Усмынская волость, Велижский уезд, Витебская губерния, Российская империя  — апрель 1982, Владимир, Владимирская область, РСФСР, СССР) — советский партийный и государственный деятель. Первый секретарь Алма-Атинского обкома КП Казахстана (1954—1956).

## Биография
Родился в июне 1906 года в деревне Задорожье Усмынской волости Велижского уезда Витебской губернии. Белорус. Отец — крестьянин-батрак, затем — колхозник.

### Образование
1923-27. Окончил Витебский кооперативный техникум по специальности «бухгалтер-организатор».
1927-28. Окончил Псковский педагогический техникум по специальности «учитель».
1932-34. Учился в Центральном заочном институте финансово-экономических наук, выбыл с 3 курса.
09.1945-05.1947. Окончил Высшую партийную школу при ЦК ВКП(б), Москва.

### Трудовая деятельность
08.1928-09.1929. Заведующий школой 1-й ступени, село Бурьково Усмынского района Ленобласти.
09.1929-03.1930. Учитель обществоведения школы-семилетки, поселок Западная Двина Западно-Двинского района Ленинградской области.
03-10.1930. Инструктор-бухгалтер Белгородского райполеводсоюза.
10.1930-09.1931. Инструктор-бухгалтер райколхозсоюза, село Прохоровка Центрально-Чернозёмной области.
09.1931-12.1932. Командир взвода 107 стрелкового полка и отделения бронетанкового батальона 36-й Забайкальской дивизии, Дальневосточный ВО, Чита.
01.1933-01.1934. Ответственный инструктор-бухгалтер крайпотребсоюза, Пятигорск.
01.1934-04.1937. Начальник отдела учета и отчетности крайпотребсоюза, Пятигорск.
04-08.1937. Заместитель заведующего и врид. заведующего общим отделом Северо-Кавказского крайисполкома, Пятигорск.
09.1937-08.1938. Начальник отдела подготовки кадров — секретарь парткома Азовского гос. морского пароходства, Ростов-на-Дону.
08.1938-05.1939. 2-й, 1-й секретарь Андреевского райкома ВКП(б) г. Ростов-на-Дону.
05.1939-09.1941. Заведующий Ростовским облторготделом.
09.1941-04.1944. Секретарь по легкой и местной промышленности Ростовского обкома ВКП(б).
04.1944-09.1944. 3-й секретарь Ростовского обкома ВКП(б).
09.1944-04.1945. 2-й секретарь Ростовского обкома ВКП(б).
04-09.1945. Ответственный организатор Управления кадров ЦК ВКП(б).
12.05.1947-17.08.1949. Начальник управления кадров — зам. Министра торговли СССР по кадрам.
17.08.1949-5.10.1950. Заместитель Министра рыбной промышленности СССР.
10.1950-03.1951. В распоряжении ЦК ВКП(б).
03.1951-09.1952. Секретарь Гурьевского обкома КПК.
24.09.1952-06.1953. Заведующий планово-финансово-торговым отделом ЦК КП Казахстана.
06.1953-08.1954. Ответственный организатор Отдела партийных, профсоюзных и комсомольских органов ЦК КПК.
08.1954-09.1956. 1-й секретарь Алма-Атинского обкома КПК.
09.1956-02.1960. Заместитель председателя Гурьевского облисполкома.
03.1960-05.1965. Председатель Владимирского облпотребсоюза.
05.1965-09.66. Пенсионер, г. Владимир.
09.1966-04.1970. Директор галантерейной фабрики, г. Владимир.
С апреля 1970 года пенсионер в г. Владимир.

## Общественная деятельность
С сентября 1947 года член ЦК Союза работников госторговли.
6.03.1955-1959. Депутат Верховного Совета Казахской ССР 4-го созыва.

## Награды
Награжден орденами: Красного Знамени (1943), «Знак Почета» (дважды — 1942 и 1944), медалями «За оборону Кавказа» (1944), «За доблестный труд в ВОВ» (1945) и другими.